# Santo Domingo Tehuantepec
Tehuantepec est une ville au sud-est de l’État mexicain d'Oaxaca. Son nom vient du nahuatl et signifie colline du jaguar. Peuplée de 33 500 habitants, elle donne son nom à l'isthme de Tehuantepec.
Le nom officiel de la ville et de la municipalité est Santo Domingo Tehuantepec.
En 1944, le poète français Robert Desnos rend hommage entre autres aux Résistants de Tehuantepec dans son poème "Le veilleur du pont-de-charge".

## Évêché
- Diocèse de Tehuantepec
- Cathédrale de Tehuantepec